# Sesioctonus theskelos
Sesioctonus theskelos är en stekelart som beskrevs av Briceno 2003. Sesioctonus theskelos ingår i släktet Sesioctonus och familjen bracksteklar. Inga underarter finns listade i Catalogue of Life.